# Adieu (singel av Rammstein)
Adieu är en singel av Rammstein från deras åttonde studioalbum Zeit. Singeln lanserades den 24 november 2022. Musikvideon, som regisserades av Specter Berlin, hade premiär den samma dag som singeln lanserades.

## Låtlista
Alla låtar är skrivna och komponerade av Rammstein, om inte annat anges. 
| Nr | Titel                            | Längd |
| -- | -------------------------------- | ----- |
| 1. | Adieu                            | 4:39  |
| 2. | Adieu (RMX by Richard Z. Kruspe) | 4:40  |
| 3. | Adieu (RMX by Andrea Marino)     | 4:04  |